# 오텔 파르티퀼리에

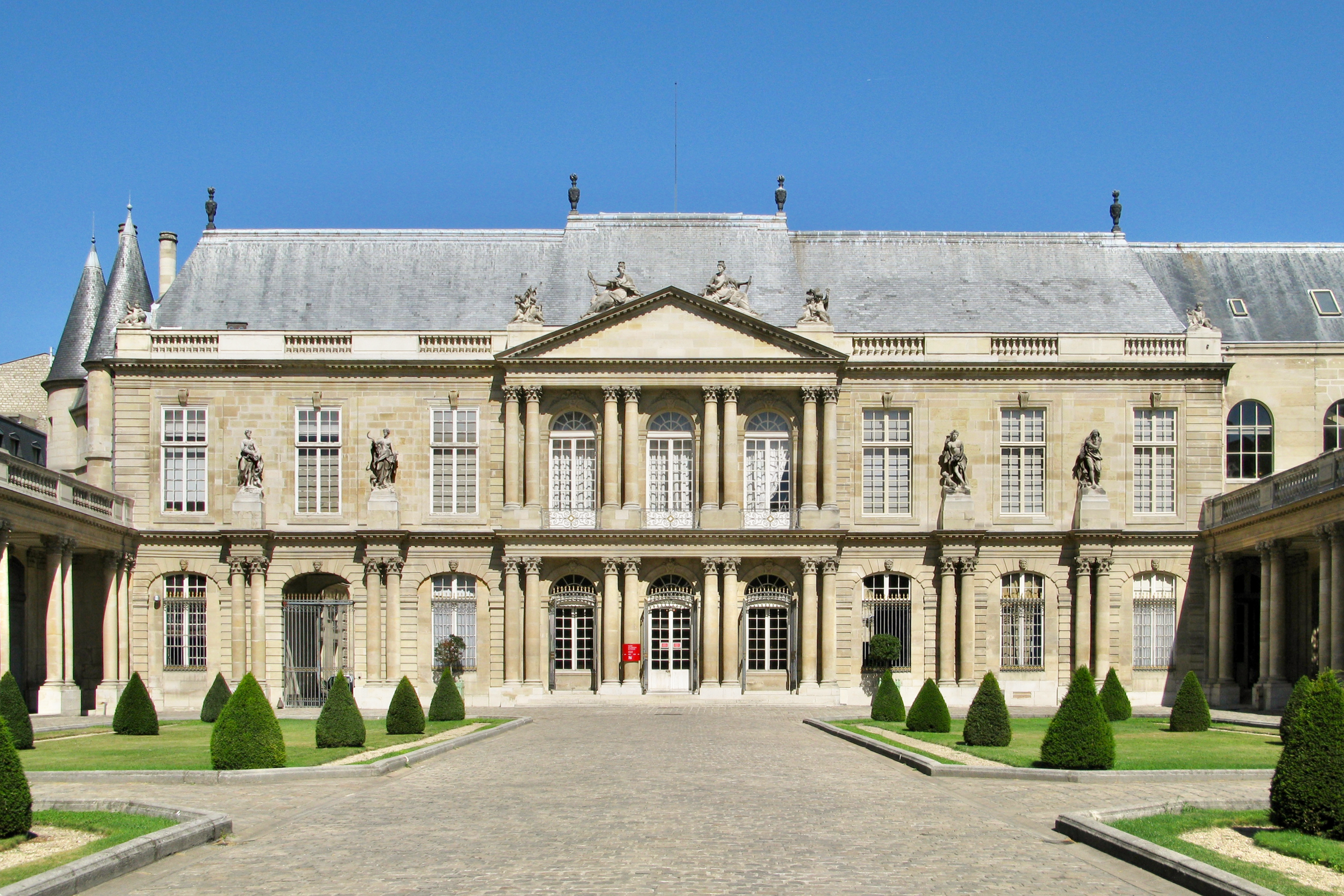
프랑스 국립 아카이브의 관할 시설로 사용중인 오텔 드 수비즈 (Hôtel de Soubise)

오텔 파르티퀼리에(프랑스어: Hôtel particulier)는 프랑스의 고풍스러운 대형 주택으로서, 직역하면 개인 주택 또는 '사저' (私邸)에 해당된다.
영국의 타운하우스나 맨션에 해당되는 고급주택에 해당된다. 옛날 프랑스의 일반적인 주택 (maison, 메종)은 양쪽 주택과 벽을 공유하고 거리와 마주하고 있는 공유형 주거공간인 반면, 오텔은 독립형 주택에 해당된다. 18세기에는 입구마당 (entre cour et jardin, 앙트르 쿠르 에 자르댕)을 반드시 두었으며 뒷편에 정원을 두었다.
프랑스에서는 대도시마다 오텔 파르티퀼리에를 여러 개 두는 경우가 많으며, 그 중에는 고위직의 사저와 더불어 관저로 사용되는 경우도 많다. 특히 프랑스에서 '오텔 드 빌' (Hôtel de ville)이라 하면 시청을 가리킨다.

## 어원과 의미
'오텔' (hôtel)이란 프랑스어 단어는 라틴어로 '손님의'를 뜻하는 '호스피탈리스' (hospitālis)에서 따온 고대 프랑스어 '오스텔' (hostel)에서 유래하였다. '파르티퀼리에' (particulier)는 프랑스어 '개인적인, 사(私)적인'을 의미한다.
영어로 여행자들을 위한 상업용 숙박시설을 뜻하는 단어 호텔 (hotel)과 스펠링이 거의 비슷하다. 현대 프랑스어에서도 그냥 '오텔' (hôtel)이라고 하면 동일한 뜻이 된다. 예컨대 프랑스 파리 콩코르드 광장에 위치한 오텔 드 크리용 (Hôtel de Crillon)은 원래는 사저로 지어졌으나 지금은 공공호텔로 사용되고 있는 건물이다.
프랑스어로 '오텔 드 빌' (Hôtel de ville)은 호텔이 아닌 시청을 가리키는 말이며, 지자체 뿐만 아니라 공식기관이 자리한 건물도 '오텔'이란 이름을 붙일 수 있다. 이를테면 클뤼니 대수도원은 오텔 드 클뤼니 (Hôtel de Cluny)를 관리하고 있으며, 상스 대주교가 거주하는 사저로 오텔 드 상스 (Hôtel de Sens)가 있다. 파리의 극장인 오텔 드 부르고뉴 (Hôtel de Bourgogne)는 부르고뉴 공작의 사저가 있던 자리에서 유래한 명칭이며, 프랑스 해군이 사용했던 건물의 이름도 오텔 드 라 마린 (Hôtel de la Marine)이다.
한편 프랑스어권에서 오텔디외 (Hôtel-Dieu, 신의 거처)는 옛날 대형 병원을 가리키는 말이었다. 프랑스 파리의 앵발리드도 원래 '오텔 데 앵발리드'라 하여 부상병의 간호시설로 지어졌다.

## 예시

### 파리
- 오텔 드 빌 (Hôtel de Ville)
- 오텔 드 수비즈 (Hôtel de Soubise)
- 오텔 살로몽 드 로스차일드 (Hôtel Salomon de Rothschild)
- 오텔 랑베르 (Hôtel Lambert)
- 오텔 마티뇽 (Hôtel Matignon)
- 오텔 드 상스 (Hôtel de Sens)
- 오텔 드 랑부이예 (Hôtel de Rambouillet)
- 오텔 비롱 (Hôtel Biron)
- 오텔 데브뢰 (Hôtel d'Evreux)
- 오텔 드 클뤼니 (Hôtel de Cluny)
- 오텔 카르나발레 (Hôtel Carnavalet)
- 오텔 드 살름 (Hôtel de Salm)
- 오텔 그리모 드 라 레이니에르 (Hôtel Grimod de La Reynière)
- 오텔 자크마르탕드레 (Hôtel Jacquemart-André)
- 오텔 드 마리니 (Hôtel de Marigny)
- 오텔 드 로죙 (Hôtel de Lauzun)
- 오텔 드 보베 (Hôtel de Beauvais)
- 오텔 드 부아줄랭 (Hôtel de Boisgelin)
- 오텔 베장발 (Hôtel de Besenval)

### 엑상프로방스
- 오텔 다르보주크 (Hôtel d'Arbaud-Jouques)
- 오텔 드 부아줄랭 (Hôtel de Boisgelin)
- 오텔 부아예 드 퐁스콜롱브 (Hôtel Boyer de Fonscolombe)
- 오텔 드 코몽 (Hôtel de Caumont)
- 오텔 드 포르뱅 (Hôtel de Forbin)
- 오텔 드 강테스 (Hôtel de Gantès)
- 오텔 드 그리말디레귀스 (Hôtel de Grimaldi-Régusse)
- 오텔 뒤 포에 (Hôtel du Poët)
- 오텔 실비 (Hôtel Silvy)
- 오텔 드 시미안 (Hôtel de Simiane)
- 오텔 드 발벨 (Hôtel de Valbelle)
- 오텔 드 빌뇌브 당수이스 (Hôtel de Villeneuve d'Ansouis)

### 툴루즈
- 오텔 다세자 (Hôtel d'Assézat)
- 오텔 다스트로 에 드 생제르맹 (Hôtel d'Astorg et de Saint-Germain)
- 오텔 드 바지스 (Hôtel de Bagis)
- 오텔 드 베르뉘이 (Hôtel de Bernuy)
- 오텔 드 부아송슈베리 (Hôtel de Boysson-Cheverry)
- 오텔 드 브뤼셀 (Hôtel de Brucelles)
- 오텔 드 뷔 (Hôtel de Buet)
- 오텔 다위스 (Hôtel Dahus)
- 오텔 뒤메 (Hôtel Dumay)
- 오텔 드 펠쟁 (Hôtel de Felzins)
- 오텔 장 드 팽 (Hôtel Jean de Pins)
- 오텔 드 라 마미 (Hôtel de La Mamye)
- 오텔 망상칼 (Hôtel Mansencal)
- 오텔 토마스 드 몽발 (Hôtel Thomas de Montval)
- 오텔 뒬모 (Hôtel d'Ulmo)
- 오텔 뒤 비외레쟁 (Hôtel du Vieux-Raisin)

## 갤러리

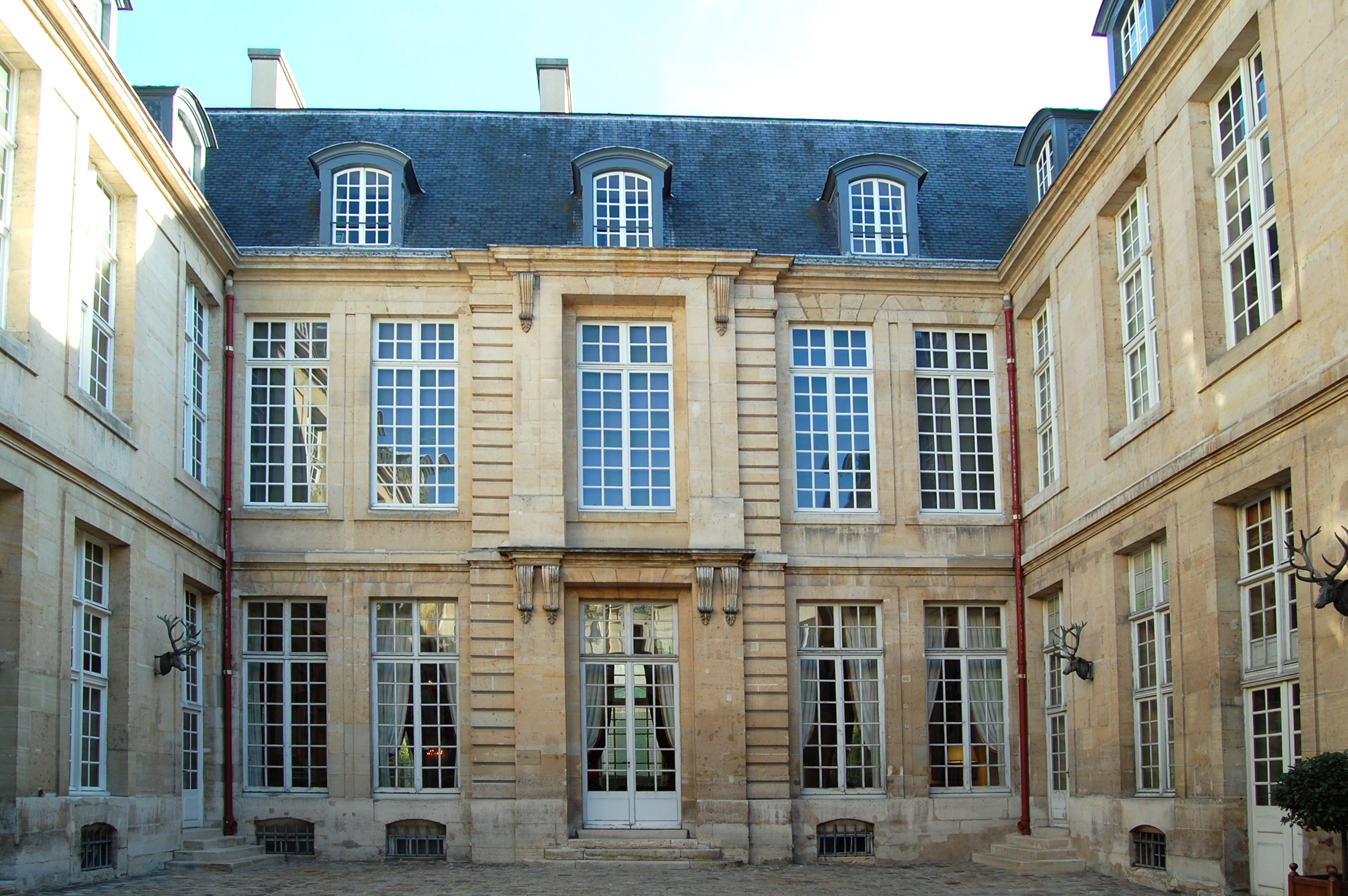
파리의 오텔 드 게네고
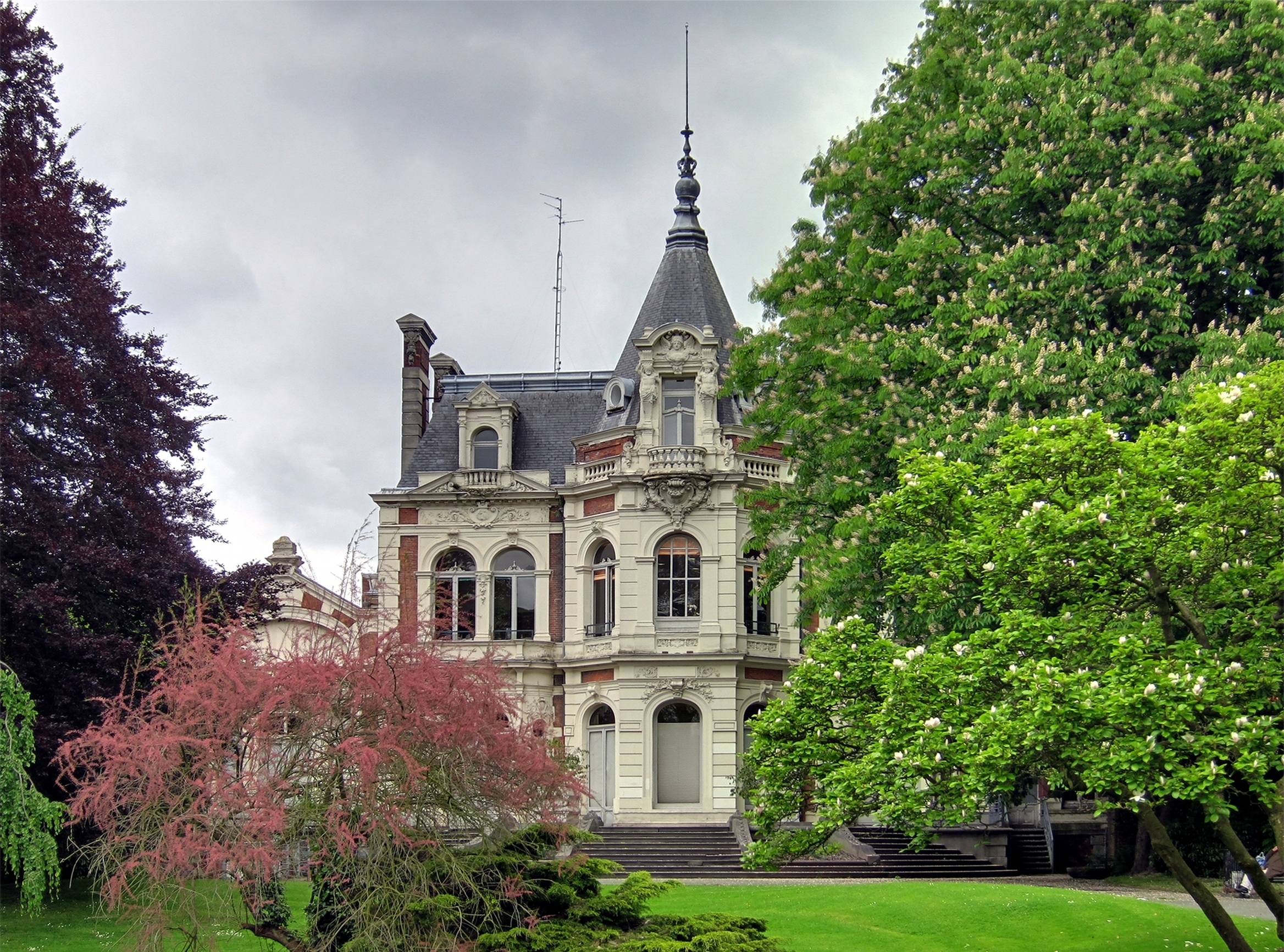
루베의 오텔 프루보스트
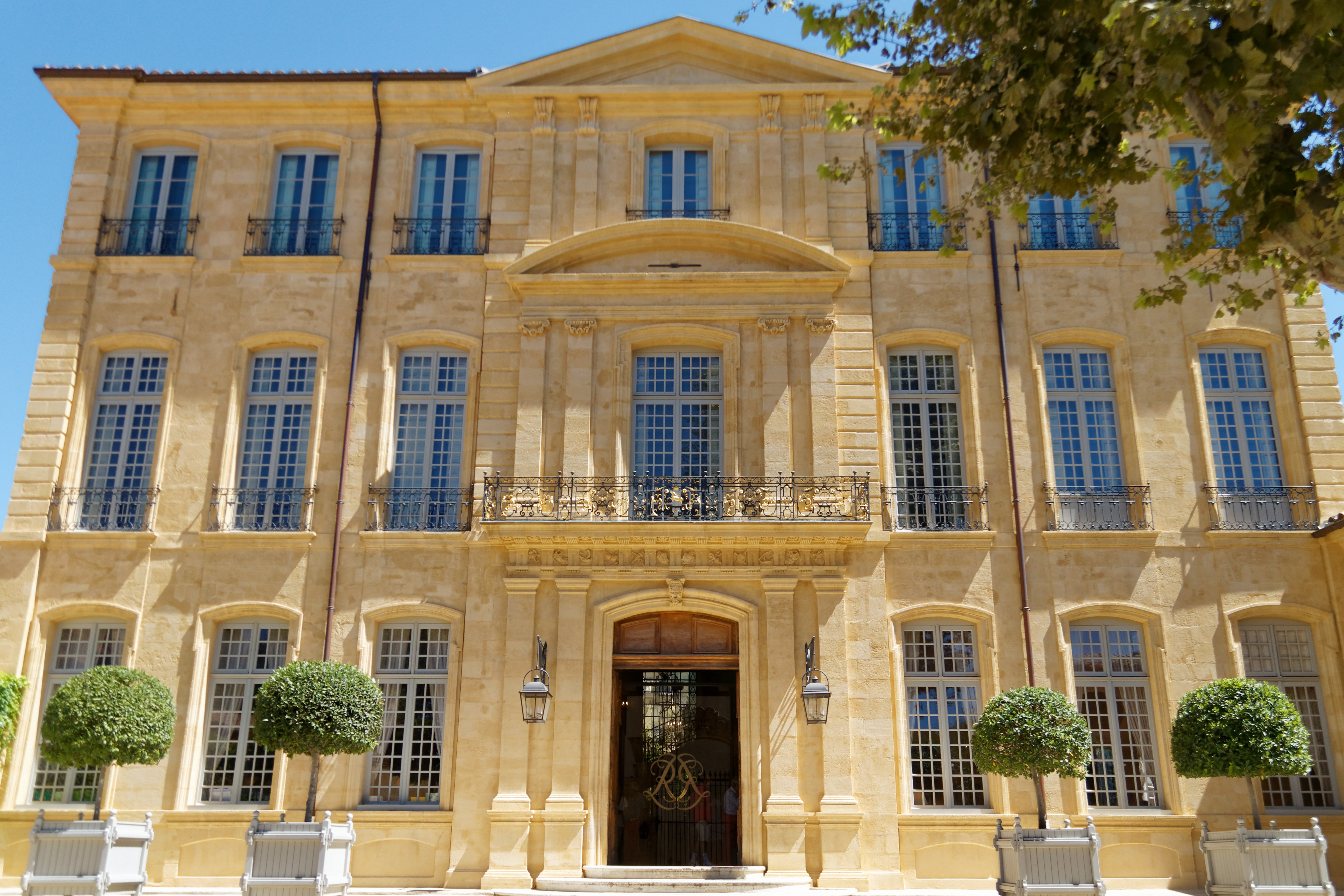
엑상프로방스의 오텔 드 코몽
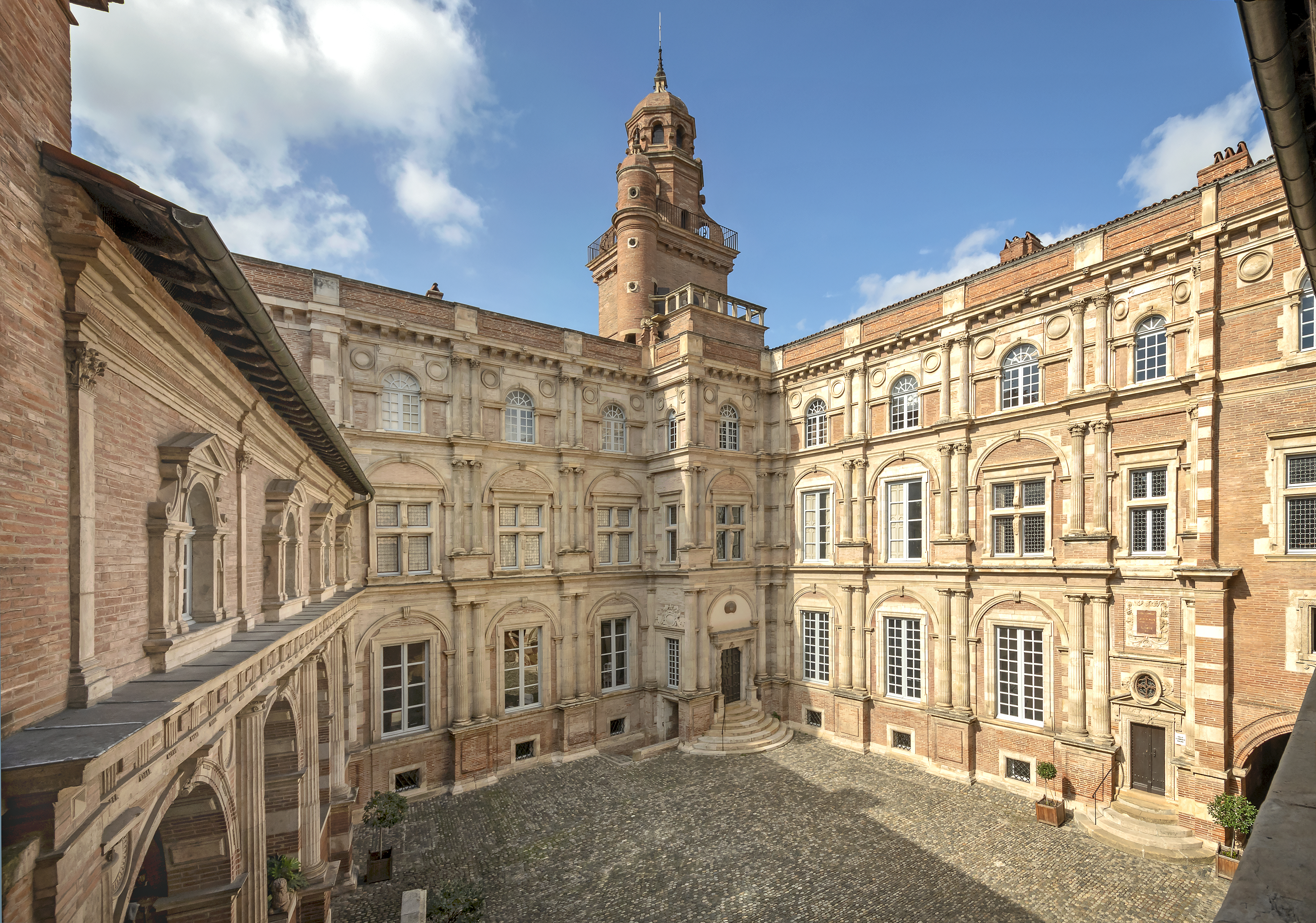
툴루즈의 오텔 다세자
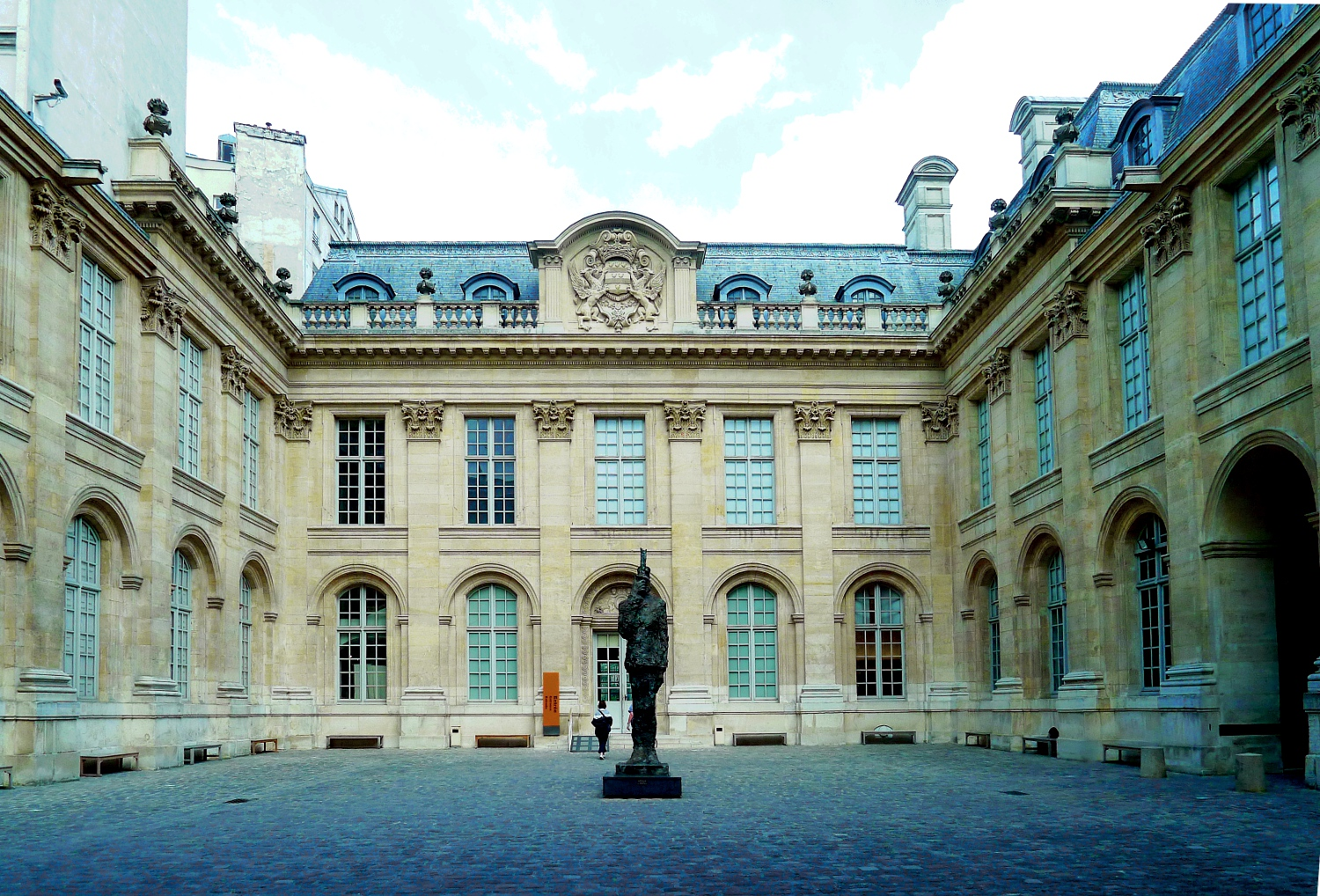
파리의 오텔 드 생테냥
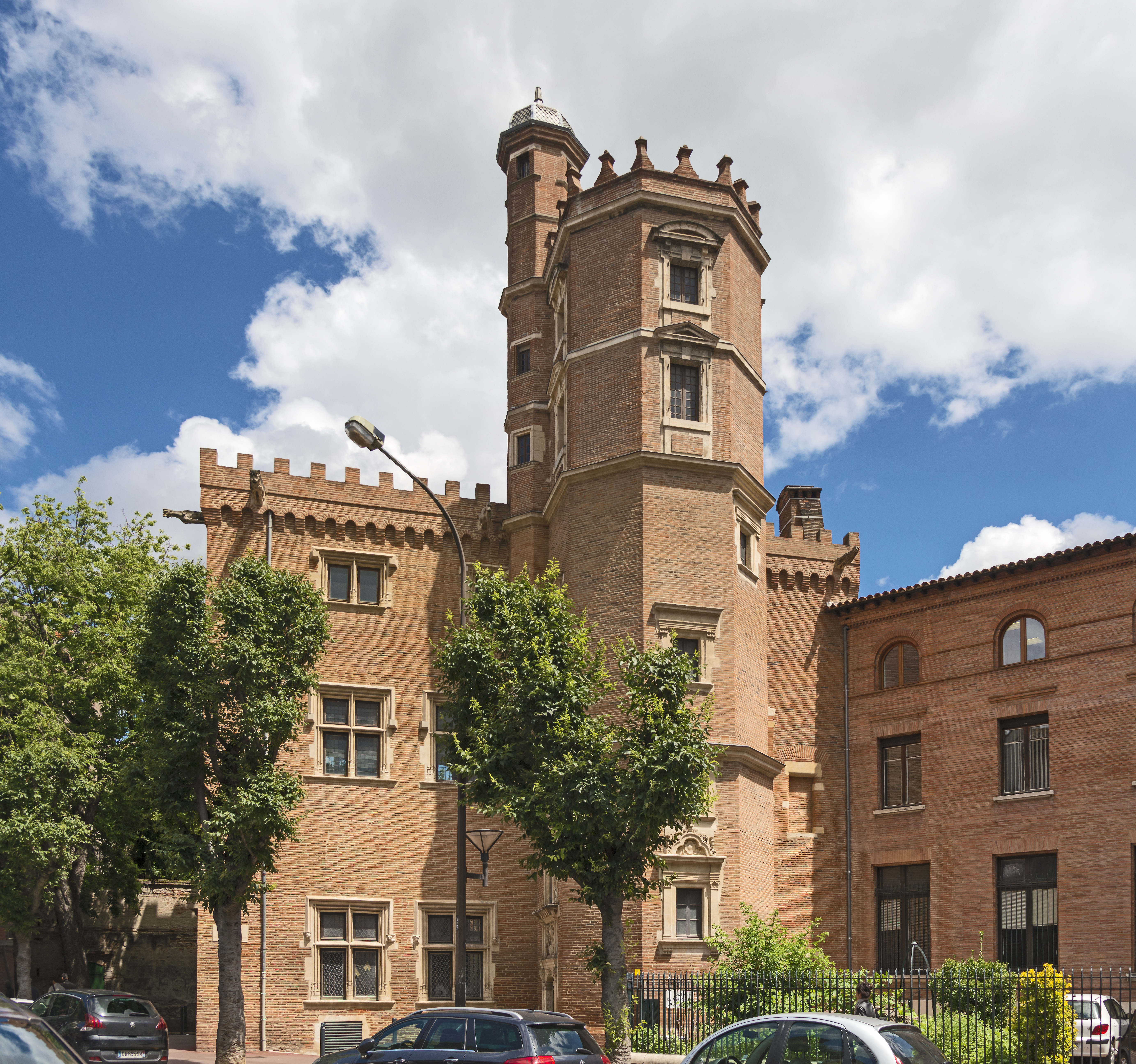
툴루즈의 오텔 다위스
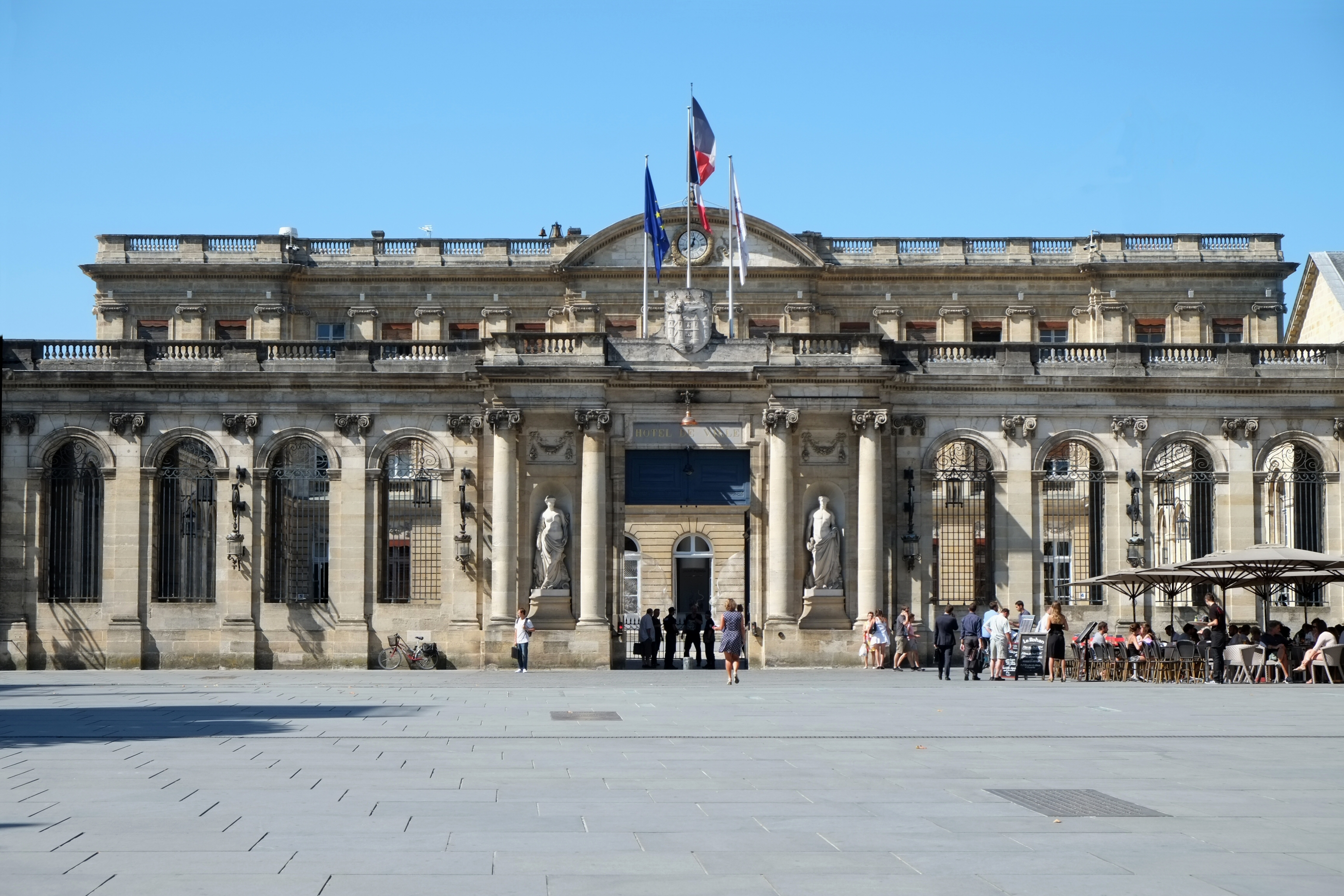
보르도의 로앙궁
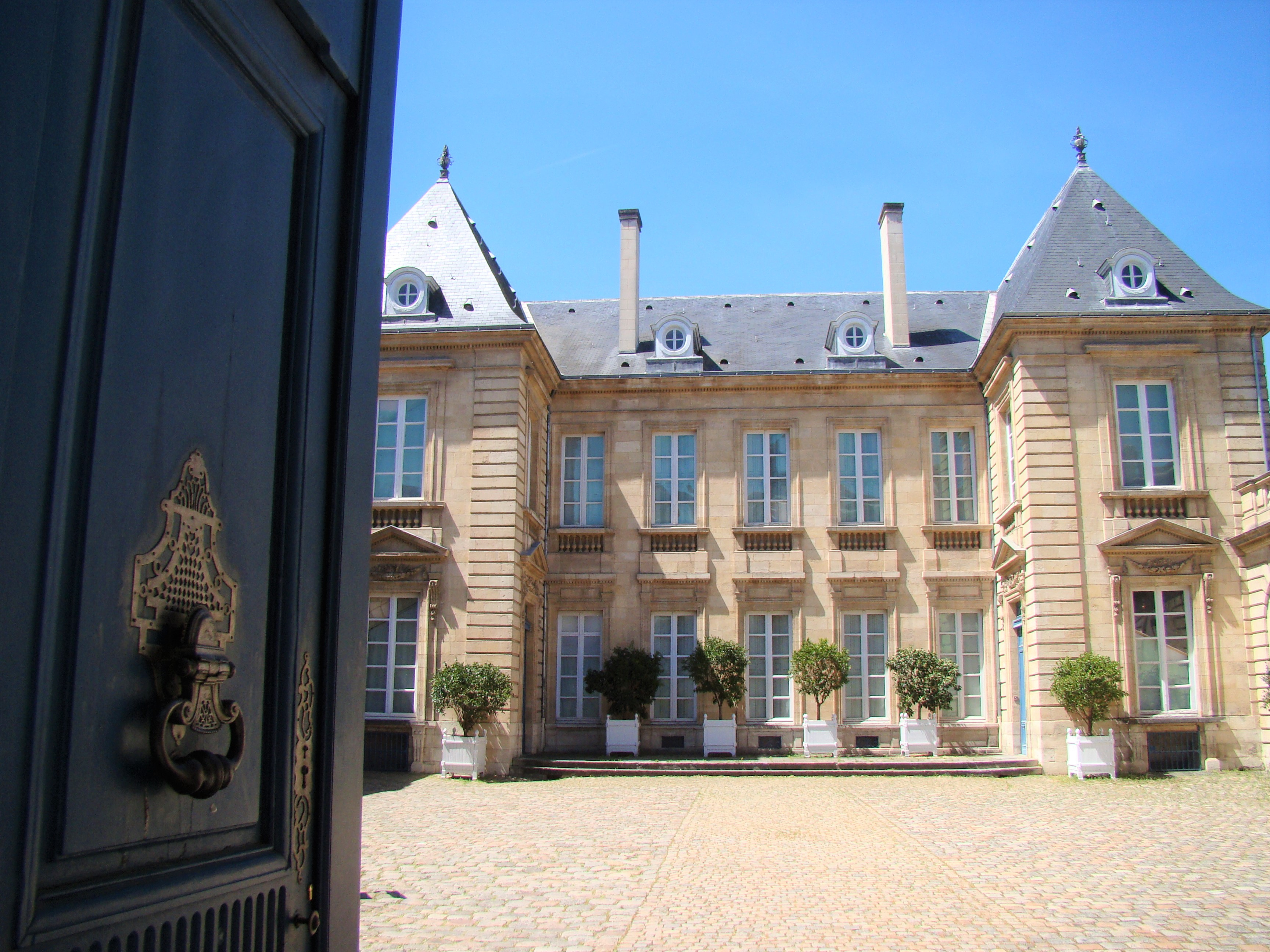
보르도의 오텔 드 랄랑드
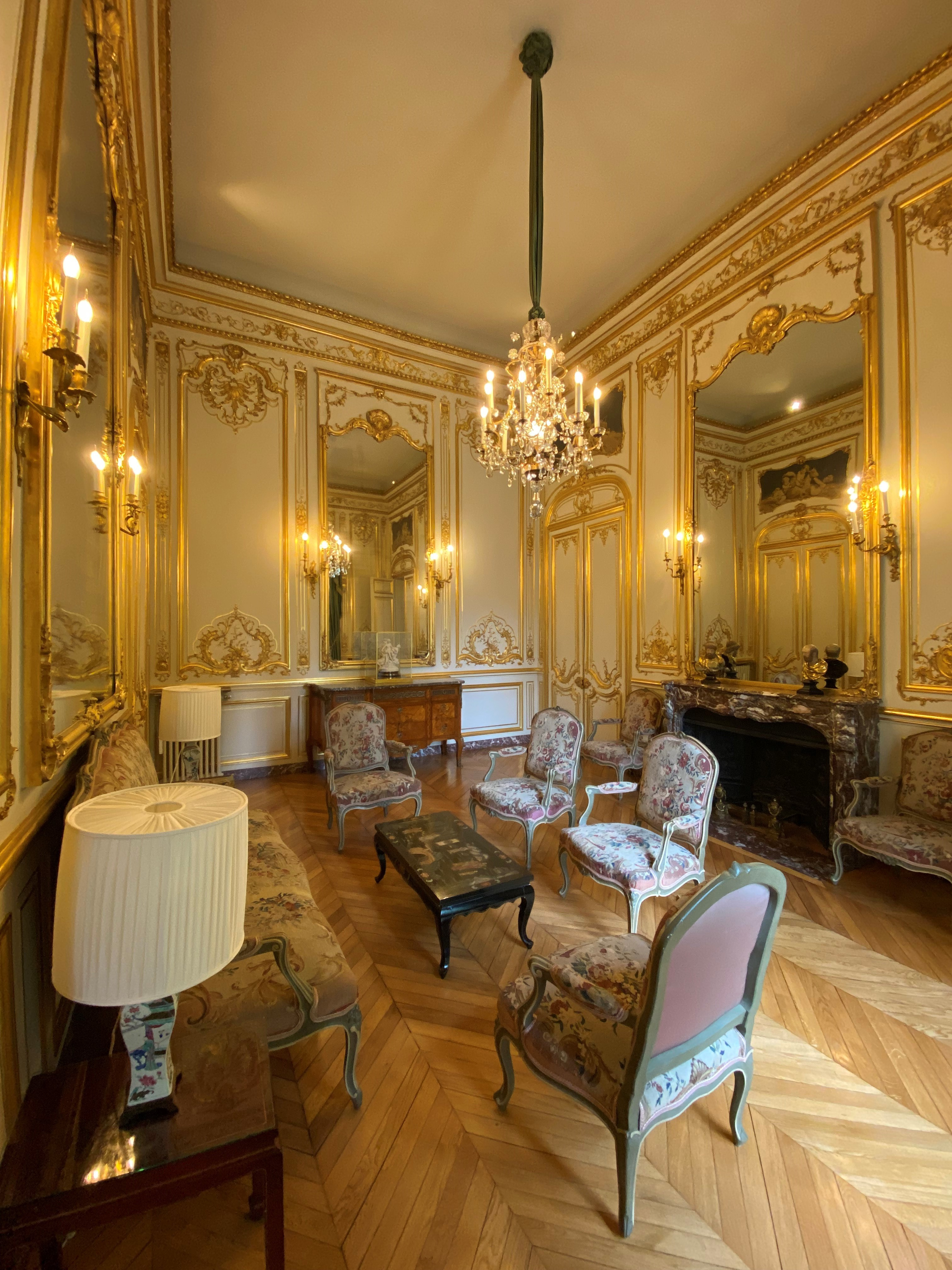
파리의 오텔 드 베상발

## 같이 보기
- 파리의 오텔 목록
- 도무스 - 로마의 저택
- 샤토 - 프랑스의 성채형 저택
- 맨션
- 단독주택